# Trần Vương Thạch
Trần Vương Thạch (sinh ngày 5 tháng 7 năm 1961) là một nhạc trưởng, nghệ sĩ ưu tú người Việt Nam. Ông hiện là Giám đốc Nhà hát Giao hưởng Nhạc Vũ kịch Thành phố Hồ Chí Minh.

## Sự nghiệp ban đầu
Trần Vương Thạch sinh năm 1961 tại thành phố Hồ Chí Minh. Cha ông là giáo sư Trần Hữu Quảng, một nhà sư phạm, thành viên hội đồng Nhân dân thành phố Hồ Chí Minh khóa I. Ông bắt đầu học đàn vĩ cầm từ năm 10 tuổi, sau đó tốt nghiệp bậc Đại học tại Nhạc viện Thành phố Hồ Chí Minh năm 1984 và được giữ lại làm giảng viên môn vĩ cầm tại Khoa Giao hưởng của Nhạc viện.

## Hoạt động
Sau khi tốt nghiệp đại học ở Nhạc viện thành phố Hồ Chí Minh, ông theo học tại Nhạc viện Hoàng gia thành phố Liège (Bỉ) và Nhạc viện thành phố Maastricht (Hà Lan). Ông từng là chỉ huy chính của Dàn nhạc Giao hưởng Trẻ "Jean-Noel Hamal" của Liège biểu diễn nhiều nước châu Âu. Ngoài việc làm chỉ huy ở dàn nhạc trẻ, thỉnh thoảng ông được mời chơi violin trong dàn nhạc lớn của thành phố Liège và có lần còn được mời làm trợ lý chỉ huy, phối khí cho một tác phẩm của Tchaikovski trong một chương trình biểu diễn kèn ở Bỉ. Năm 1996, ông tốt nghiệp văn bằng Premier Prix ở Nhạc viện Hoàng gia Bỉ, cùng lúc tốt nghiệp diplôme supérieur (văn bằng cao nhất ở các nhạc viện châu Âu) tại Nhạc viện Hoàng gia Hà Lan.
Từ năm 1986 đến 1990, ông tham gia phối khí, dàn dựng và là thành viên của Dàn nhạc Thính phòng Nhạc viện Thành phố Hồ Chí Minh. Từ 1996 đến nay, ông là chỉ huy Dàn nhạc tại Nhà hát Giao hưởng Nhạc Vũ kịch Thành phố Hồ Chí Minh. Năm 2008, ông là Nhạc trưởng khách mời của Dàn nhạc giao hưởng thành phố Nis (Serbia), Dàn nhạc New Prime của Busan (Hàn Quốc) và Dàn nhạc Giao hưởng Quốc gia Việt Nam. Tháng 10 năm 2008, ông chỉ huy Dàn nhạc Giao hưởng Thành phố Hồ Chí Minh tham gia biểu diễn tại Liên hoan các Dàn nhạc Châu Á tại Tokyo – Nhật Bản. Trần Vương Thạch cũng đã tham gia Concours các Chỉ huy trẻ tại thành phố Besancon (Pháp).
Hiện ông là Giảng viên Thỉnh giảng tại Nhạc viện Thành phố Hồ Chí Minh môn Hòa tấu dàn nhạc và môn Tính năng nhạc cụ. Ông còn tham gia phối khí và dàn dựng cho các Đài Truyền Hình và các hãng băng đĩa như Đài Truyền hình Việt Nam, Đài Truyền hình Thành phố Hồ Chí Minh. Ông là nhạc sĩ hòa âm phim “Đất phương Nam” (1997), sáng tác ca khúc “Lá bàng” âm nhạc cho phim truyền hình “Viên ngọc Côn Sơn” (1998), viết nhạc cho 2 vở cải lương quảng trường là “Kim Vân Kiều” (2006) và “Chiếc áo thiên nga” (2007).
Trần Vương Thạch cũng là một trong những thành viên thường trực của Hội đồng giám khảo chương trình nghệ sĩ lưu trú Villa Saigon của Viện Pháp tại TP.HCM tổ chức.

## Danh hiệu, chứng nhận
- Nghệ sĩ ưu tú (2007)
- Huân chương Hiệp sĩ Nghệ thuật và Văn học (2020)[6]